# Broscus
Broscus es un género de coleópteros adéfagos de la familia Carabidae. Sus especies se distribuyen por el Paleártico.

## Especies
Se reconocen las siguientes:
- Broscus angustulus Semenov, 1891
- Broscus asiaticus Ballion, 1871
- Broscus bipilifer Andrewes, 1927
- Broscus canaliculatus Fischer von Waldheim, 1829
- Broscus cephalotes (Linnaeus, 1758)
- Broscus costatus Morvan, 1980
- Broscus crassimargo Wollaston, 1865
- Broscus declivis Semenov, 1889
- Broscus eberti Jedlicka, 1965
- Broscus glaber Brulle, 1836
- Broscus insularis Piochard de la Brulerie, 1868
- Broscus jaegeri J. Schmidt, 1996
- Broscus karelini Zoubkoff, 1837
- Broscus kozlovi Kryzhanovskij, 1995
- Broscus laevigatus Dejean, 1828
- Broscus nobilis Dejean, 1828
- Broscus politus Dejean, 1828
- Broscus potanini Semenov, 1889
- Broscus przewalskii Semenov, 1889
- Broscus punctatostriatus Fischer von Waldheim, 1829
- Broscus punctatus Dejean, 1828
- Broscus rutilans Wollaston, 1862
- Broscus semistriatus (Dejean, 1828)
- Broscus taurulus Andrewes, 1927
- Broscus uhagoni Bolivar y Pieltain, 1912